# Shirley Henderson
Shirley Henderson (Forres, Morayshire, 24 november 1965) is een Schots actrice.
Henderson volgde haar opleiding aan de Guildhall School of Music and Drama, waarna ze werd gevraagd voor een rol in de Britse kinderserie Shadow of the Stone. Landelijke bekendheid volgde door haar rol in de BBC-serie Hamish Macbeth. Henderson speelde in diverse theaterstukken van het Londense National Theatre en speelde een rol in de kaskrakers Trainspotting en Bridget Jones's Diary.
Tijdens de verfilming van Harry Potter and the Chamber of Secrets in 2002 was Henderson de oudste actrice (op dat moment was ze 37) die een studente (Jammerende Jenny) portretteerde.

## Filmografie
- Entertaining Strangers (1987, toneel) als Fanny
- The Tempest (1988, toneel) als Miranda
- The Winter's Tale (1988, toneel) als Perdita
- My Mother Said I Never Should (1989, toneel) als Rosie
- Eurydice (1990, toneel) als Eurydice
- Wish Me Luck (1990, televisieserie) als Sylvie
- Lions in the Street (1993, toneel) als Isobel
- Romeo and Juliet (1993, toneel) als Juliet
- The Mill on the Floss (1994, toneel) als Maggie Tulliver
- Hamish Macbeth (1995-1997, televisieserie) as Isobel
- Rob Roy (1995) als Morag
- The Life of Stuff (1996, toneel) als Evelyn
- Trainspotting (1996) als Gail
- Shining Souls (1997, toneel) als Mandy
- The House of Bernarda Alba (1997, toneel)
- Bumping The Odds (1997, televisieserie) als Lynette
- The Maiden Stone (1999, toneel) als Mary
- Wonderland (1999) als Debbie
- Topsy-Turvy (1999) als Leonora Braham
- Anna Weiss (1999, toneel) als Lynn
- The Claim (2000) als Annie
- Bridget Jones's Diary (2001) als Jude
- The Way We Live Now (2001, televisieserie) als Marie Melmotte
- Wilbur Wants to Kill Himself (2002) als Alice
- 24 Hour Party People (2002) als Lindsay Wilson
- Once Upon a Time in the Midlands (2002) als Shirley
- Doctor Sleep (2002) als Detective Janet Losey
- Harry Potter and the Chamber of Secrets (2002) als Jammerende Jenny
- Charles II: The Power and the Passion (2003, miniserie) als Catherine of Braganza
- Intermission (2003) als Sally
- Dirty Filthy Love (2004, televisie) als Charlotte
- Bridget Jones: The Edge of Reason (2004) als Jude
- Yes (2004) als de schoonmaker
- Frozen (2005) als Kath
- Harry Potter and the Goblet of Fire (2005) als Jammerende Jenny
- Einstein's Big Idea (2005, televisie) als Mileva Maric
- ShakespeaRe-Told: The Taming of the Shrew (2005, TV) als Katherine Minola
- A Cock and Bull Story (2006) als Susannah
- Marie-Antoinette (2006) als Princesse Sophie-Philippine
- Doctor Who (2006, televisieserie) als Ursulah Blake (gastrol)
- I Really Hate My Job (2007) als Alice
- Wedding Belles (2007, televisiefilm)
- May Contain Nuts (2007, televisiefilm)
- Miss Pettigrew Lives for a Day (2008) als Edythe Dubarry
- Wild Child (2008) als Matron
- Life During Wartime (2009) als Joy
- Death in Paradise (2011) als sergeant Young
- Il racconto dei racconti (2015) als Imma
- Bridget Jones's Baby (2016) als Jude
- Happy Valley (2016) als Frances Drummond
- T2 Trainspotting (2017) als Gail
- Stan & Ollie (2018) als Lucille Hardy
- The ABC Murders (2018, televisieserie) als Rose Marbury
- Greed (2019) als Margaret
- The sands of Venus (2019, kortfilm) als Rachel
- Star Wars: Episode IX: The Rise of Skywalker (2019) als Babu Frik (stemrol)
- The Nest (2020, televisieserie) als Siobhan
- Worzel Gummidge (2020, televisieserie) als Saucy Nancy (gastrol)
- Lovely Little Farm (2022, televisieserie) als Quackety Duck Duck
- See How They Run (2022) als Agatha Christie
- The Mandalorian (2023) als The Anzellan Crew (stemrol)